# Hellmut Königshaus

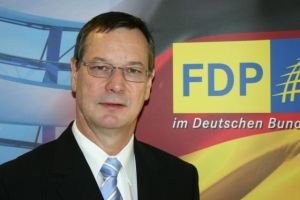
Hellmut Königshaus

Hellmut Georg Richard Königshaus (* 28. Juli 1950 in Ost-Berlin) ist ein deutscher Jurist und Politiker (FDP). Von 2010 bis 2015 war er Wehrbeauftragter des Deutschen Bundestages und von 2015 bis 2019 Präsident der Deutsch-Israelischen Gesellschaft. Er ist Partner einer Hamburger Rechtsanwaltskanzlei.

## Leben

### Ausbildung und Beruf
Königshaus wurde 1950 in einer Lehrerfamilie in Berlin-Adlershof geboren. 1957 zog er mit seinen Eltern in die Bundesrepublik. Er besuchte das Goethe-Gymnasium Karlsruhe, die Wöhlerschule in Frankfurt am Main und die Tilemannschule in Limburg. Nach dem Abitur 1970 am Internat Eckenberg-Gymnasium Adelsheim leistete Königshaus als Soldat auf Zeit (SaZ 2) Wehrdienst beim Aufklärungsgeschwader 51 „Immelmann“ in Bremgarten bei Freiburg im Breisgau. Danach leistete er neben dem Studium mehrere Wehrübungen als Personaloffizier (S1) beim Lufttransportgeschwader 61 in Penzing/Bayern und wurde zum Oberleutnant der Reserve befördert.
1972 begann er ein Studium der Rechtswissenschaft in Albert-Ludwigs-Universität Freiburg und Freien Universität Berlin, das er im August 1977 mit dem ersten juristischen Staatsexamen beendete. Nach der Ableistung des Referendariats in Berlin bestand er 1980 das zweite Staatsexamen und war anschließend ab Februar 1980 als Richter tätig. Von 1984 bis 1986 war er Justizsprecher in Berlin.
1986 trat er als Senatsrat in die Senatsverwaltung für Stadtentwicklung und Umweltschutz des Landes Berlin ein. Von 1986 bis 1989 leitete er hier das Büro des Senators Jürgen Starnick und übernahm 1989 den Aufbau und bis 1993 auch die Leitung der Abfallwirtschaftsbehörde Berlin. Von 1986 bis 1993 gehörte er als Vertreter des Landes Berlin dem Verwaltungsrat der Berliner Stadtreinigung (BSR) an. 1993 wechselte er als Generalbevollmächtigter zum Berliner Entsorgungsunternehmen Alba AG.
Seit 2016 ist Königshaus Partner der Rechtsanwaltskanzlei Steinmeyer & Partner Rechtsanwälte mbB in Hamburg.

### Partei
Seit 1985 ist er Mitglied der FDP. Königshaus gehörte seit 1995 dem FDP-Landesvorstand in Berlin an. Von 1996 bis 1997 war er stellvertretender Landesvorsitzender der FDP und von 1997 bis 2004 Justiziar des FDP-Landesverbandes Berlin. Im Bereich der Bundespartei nahm er unterschiedliche Funktionen wahr, zuletzt als Vorsitzender des Bundesfachausschusses Außenpolitik. Nach Beginn seiner Amtszeit als Wehrbeauftragter nahm er keine Parteifunktionen mehr wahr.

### Abgeordnetentätigkeit
Von 1990 bis 1993 gehörte Königshaus der Bezirksverordnetenversammlung von Berlin-Steglitz an.
Am 20. August 2004 rückte er für den verstorbenen Abgeordneten Günter Rexrodt in den Bundestag nach. Bei der Bundestagswahl 2009 konnte er erneut über die Landesliste Berlin ein Mandat erringen. Er war 2004/2005 Mitglied des Petitionsausschusses sowie Obmann und Sprecher der FDP-Fraktion im Ausschuss für Bildung, Forschung und Technikfolgenabschätzung. Von 2005 bis 2009 war Königshaus Obmann und Sprecher der FDP-Bundestagsfraktion für wirtschaftliche Zusammenarbeit. Ab September 2009 war er ordentliches Mitglied im Verteidigungsausschuss. Er vertrat die FDP in drei Untersuchungsausschüssen, nämlich 2004/2005 als Obmann des sogenannten Visa-Ausschusses, ab 2005 im „BND-Ausschuss“ und war bis zur Übernahme des Amtes des Wehrbeauftragten als Mitglied des Verteidigungsausschusses Sprecher der FDP im Untersuchungsausschuss zur sogenannten Kundus-Affäre.
Er war Mitglied der Europa-Union Parlamentariergruppe Deutscher Bundestag.

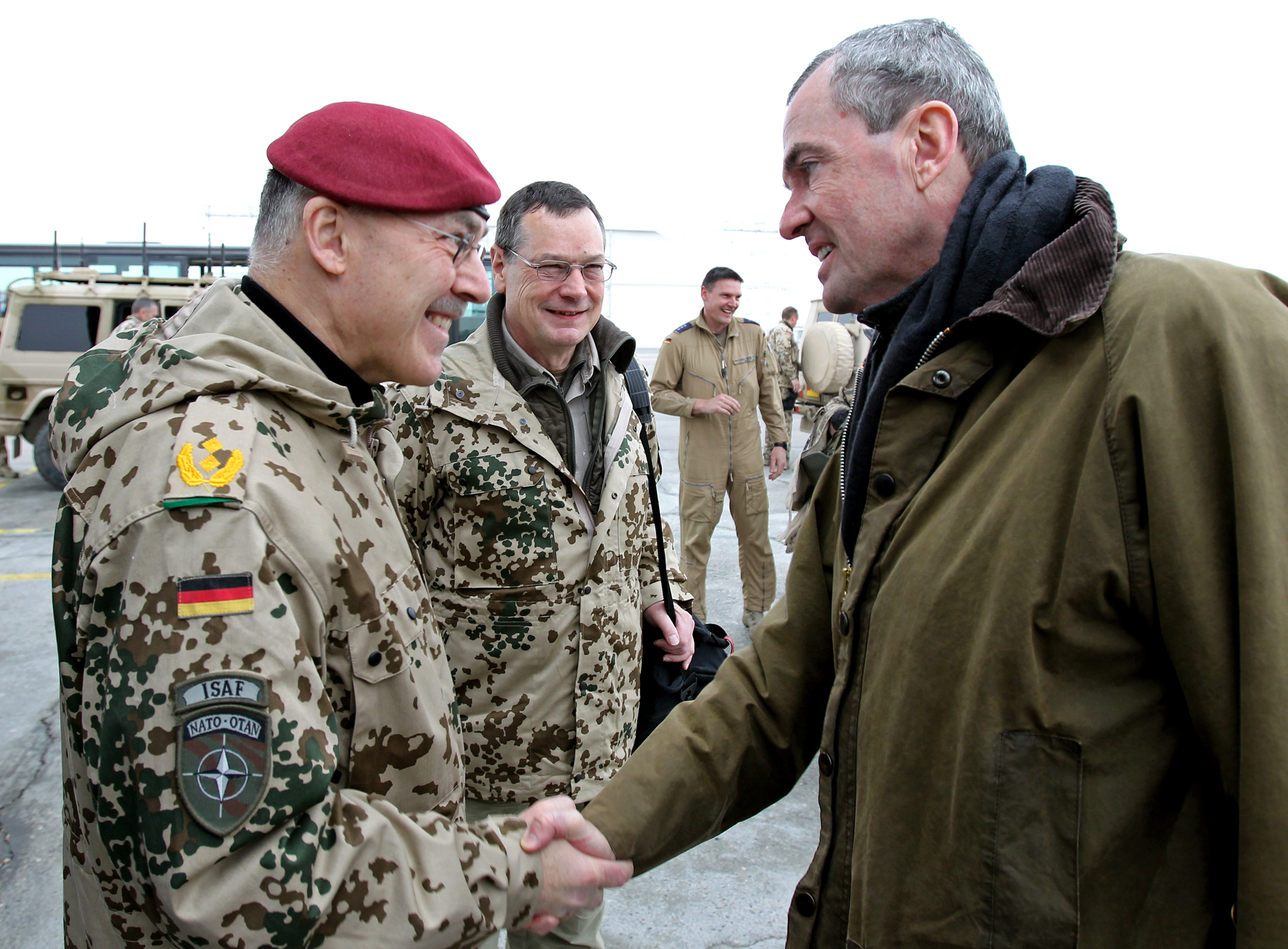
Truppenbesuch in Afghanistan 2011: Hellmut Königshaus (Mitte), General Hans-Werner Fritz und Botschafter Phil Murphy

Am 25. März 2010 wurde Königshaus vom Deutschen Bundestag als Nachfolger des SPD-Politikers Reinhold Robbe zum Wehrbeauftragten des Bundestages gewählt. Dieses Amt trat er am 20. Mai 2010 an und schied gleichzeitig aus dem Bundestag aus. Für ihn rückte Holger Krestel nach. Königshaus’ Amtszeit endete im Mai 2015. „Wenn Königshaus […] im Mai ausscheidet, kann man ihn getrost den erfolgreichsten FDP-Bundespolitiker der letzten Jahre nennen“, schrieb Nico Fried im Januar 2015 anlässlich der Vorstellung des letzten Jahresberichts von Königshaus. „Genervt hat ja so mancher Liberale, aber bei Königshaus hat es wenigstens etwas bewirkt.“ Sein Nachfolger wurde Hans-Peter Bartels, der am 18. Dezember 2014 vom Deutschen Bundestag dafür gewählt wurde.

### Sonstiges Engagement
1990 bis 2004 nahm Königshaus verschiedene Funktionen in unterschiedlichen Selbstverwaltungsorganisationen der Wirtschaft wahr. Er war über viele Jahre Mitglied, über 10 Jahre Vorsitzender des Umweltausschusses der Industrie- und Handelskammer Berlin und  Mitglied des Umweltausschusses des Deutschen Industrie- und Handelskammertages sowie des Energieausschusses des BDI und von 2002 bis 2004 Vorsitzender der „Task-Force Daseinsvorsorge“ des Europäischen Industrie-Dachverbandes UNICE.  
Von 2003 bis 2007 war Königshaus zudem Vorsitzender der „Freunde der Hebräischen Universität Jerusalem“ in Berlin. Von 2004 bis 2010 gehörte er als stellvertretendes Mitglied dem Kuratorium der Stiftung „Erinnerung, Verantwortung und Zukunft“ an. Zwischen 2006 und 2010 war er Mitglied im Kuratorium der „Georg Kraus Stiftung“, Mitglied im Kuratorium von „InWelt“ sowie Mitglied im Aufsichtsrat des „Zentrums für Internationale Friedenseinsätze“ (ZIF).
Er ist derzeit Mitglied im Vorstand der Oberst Schöttler Versehrten-Stiftung, die sich um Verwundete und Hinterbliebene von Gefallenen kümmert, und Mitglied der Freien Demokratischen Wohlfahrt (FDW), einem Sozialverband.
Am 15. November 2015 wählte ihn die Hauptversammlung der Deutsch-Israelischen Gesellschaft nach dem Rücktritt von Reinhold Robbe zu ihrem Präsidenten.

### Privates
Hellmut Königshaus ist verheiratet und hat zwei Töchter.

## Positionen und Kontroversen
Nach der Nominierung von Königshaus als Kandidat für das Amt des Wehrbeauftragten wurden in der Öffentlichkeit Zweifel gestreut, ob dieser tatsächlich, wie in seiner Bundestagsbiographie angegeben, bereits nach zwei Jahren Dienstzeit als Soldat auf Zeit im Range eines Leutnants die Bundeswehr verlassen haben konnte. Tatsächlich war dies aber seinerzeit möglich und traf in seinem Fall auch zu, da damals, anders als heute, regelmäßig die Beförderung zum Leutnant nach 21 Monaten erfolgte.
Bereits vor Antritt seines Amtes geriet Königshaus im April 2010 zudem politisch in die Kritik, weil er nach dem „Karfreitagsgefecht“, bei dem in Afghanistan nahe dem Feldlager Kunduz in der Ortschaft Isa Khel drei deutsche Soldaten gefallen waren und weitere schwerste Verwundungen erlitten hatten, die Ausstattung des deutschen Kontingents in Afghanistan zum Schutz insbesondere der Feldlager und deren Umgebung mit schweren Waffen forderte. Königshaus argumentierte, es handele sich um einen Kriegseinsatz, und die Einsatzkräfte müssten entsprechend ausgestattet werden. Die politischen Kritiker wandten ein, solche Waffen seien im „gebirgigen Norden“ Afghanistans nicht einsetzbar und auch nicht erforderlich, da es sich erklärtermaßen „um keinen Kampfeinsatz“ handele. Beide Einschätzungen erwiesen sich schnell als falsch, insbesondere, da die Feldlager in Kunduz und Masar-e-Sharif nicht im Gebirge, sondern auf flachen Hochplateaus liegen. Zudem räumte der damalige Verteidigungsminister Karl-Theodor zu Guttenberg bereits zwei Wochen später ein, nachdem weitere vier Soldaten gefallen waren, dass es sich doch um „kriegsähnliche Zustände“ handele, und ließ dann doch schwere Waffen, insbesondere mit der Panzerhaubitze 2000 Artillerie nach Afghanistan verlegen und die Ausstattung auch ansonsten massiv verbessern. Danach hat sich die Sicherheitslage dort deutlich entspannt, die Kritik an Königshaus verstummte.
Nach dem tödlichen Unfall einer jungen Soldatin auf dem Segelschulschiff Gorch Fock beklagte Königshaus Sicherheits- und Ausrüstungsmängel sowie Führungsversagen. Nach wiederum anfänglicher heftiger Kritik an Königshaus bestätigte die Marine letztlich diese Kritik, stellte das Ausbildungskonzept um und rüstete Sicherheitseinrichtungen an Bord nach. An der Marineschule in Flensburg-Mürwik wurde zudem entsprechend einer Forderung von Königshaus der Gorch-Fock-Übungsmast errichtet, an dem die physische Leistungsfähigkeit der jungen Kadetten unter sicheren Bedingungen erprobt werden kann, ehe sie an Bord aufentern müssen.
Kritisiert wurde auch, dass Königshaus unter Berufung auf seinen vom Grundgesetz erteilten Auftrag „zum Schutz der Grundrechte“ in Sonderberichten an den Verteidigungs- und den Haushaltsausschuss auch auf Ausrüstungs- und Ausbildungsmängel hinwies. Tatsächlich wurden zwischenzeitlich nahezu alle seiner Forderungen erfüllt bzw. als berechtigt anerkannt, wie sich aus den Stellungnahmen des Bundesministeriums der Verteidigung zu diesen Berichten ergibt.
Im August 2012 wurde in deutschen Medien Kritik am Vorgehen von Königshaus laut, als dieser angeblich die zeitweilige Löschung eines Kommentars von Deutschlandradio Kultur zu seiner Arbeit als Wehrbeauftragter erwirkte. Durch diese Forderung stellte sich der sogenannte Streisand-Effekt ein und der Kommentar wurde unter anderem auf YouTube und in einem Blog veröffentlicht, um wenig später vom Sender wieder bereitgestellt zu werden. Der Sender erklärte sein Vorgehen mit einer „Kommunikationspanne“. Berichte, dass Königshaus den Kommentar nach der Ausstrahlung am 20. Juli von der Website löschen ließ, wurden dementiert. „Der Vorwurf trifft selbstverständlich nicht zu“, betont Chefredakteur Lange. „Es darf kein Zweifel an der Unabhängigkeit von Deutschlandradio entstehen.“ Tatsächlich habe der Kommentar nämlich nicht den Qualitätsstandards des Senders entsprochen. Die Vehemenz des Angriffs auf den Wehrbeauftragten erschließe sich nicht aus dem Sachverhalt. Kritik müsse an der Sache orientiert bleiben.
Im Dezember 2017 unterstützte Königshaus die Entscheidung des US-Präsidenten Donald Trump, die amerikanische Botschaft nach Jerusalem zu verlegen: „Die Tatsache, dass die US-Botschaft bisher in Tel Aviv war, hatte etwas mit der Nichtanerkennung von gewachsenen Realitäten zu tun. West-Jerusalem ist seit vielen Jahren die Hauptstadt Israels. Auch deutsche Präsidenten und Kanzler haben dort vor dem Parlament gesprochen und wussten sicher, wo sie sind. Deswegen ist die Aufregung für mich so nicht zu verstehen.“